# Krausz Gábor (szakács)
Krausz Gábor (Budapest, 1982. március 22. –) sztárséf, televíziós személyiség, a Hilaris-Hotels executive séfje.

## Pályafutása
Korán elvesztette az édesanyját, édesapjával, aki szűcs, jó kapcsolatot ápol. Nagyapja rabbi volt. Krausz Gábor zsidó vallású.
A Gundel Károly Vendéglátó és Turisztikai Technikumban végzett, szakácsként. Cukrász szeretett volna lenni, azonban akkoriban az iskolában csak cukrász-szakács szakra lehetett beiratkozni, tehát kénytelen volt mindkettőt megtanulni. Kilenc évig Angliában dolgozott. London éttermeiben Michelin-csillagos séfektől tanulta a szakmát. 
Hazatértekor A ZONA étteremben, a Liberté kávéházban és a Ritz étteremben dolgozott, a Deák Street Kitchen étlapkoncepciója is a nevéhez fűződik.
2023-tól a Hilaris-Hotels vezető séfje.
Séfként megújította a szállodalánc gasztronómiaját. A Hilaris-Hotelsnél több különböző étterem is működik, ezért sokféle ízvilágot mutat be. A hagyomány és innováció egyaránt jelen van az étlapon. 
2021-ben, 2022-ben és 2023-ban a TV2-nél a Séfek Séfe című műsorban – a TV2 gasztro-tehetségkutatója – mentorséf szerepben is dolgozott. A műsorban a jelentkezők munkáját három elismert séf értékeli, majd a legjobb versenyzők kiválasztása után csapatokba rendeződve mentorálják tanítványaikat, akik azért is küzdenek, hogy az ő csapatukból kerüljön ki a győztes, a Séfek Séfe. Az ételt látatlanban, „vakon” kóstolva értékelik, tehát kizárólag az számít, hogy mi került a tányérra. Televíziós Újságírók Díja: gasztroreality kategóriában, díjat nyert a Séfek Séfe című műsor 2022-ben.
2021-ben a Szerencsekerék műsorban is szerepelt.
2023. október 14-étől a Dancing with the Stars (Magyarország) új évadában Mikes Anna tánctanár partnerével lépett fel. A tánchoz Azahriah egyik újdonságát, az Introverált dalt választották.  A műsorban az előzőekhez hasonlóan öt férfi és öt ismert nő lépett a parkettre szombatonként, például Eszenyi Enikő, Radics Gigi, Király Linda. 
2023 decemberében a közönség szavazatai alapján döntöttek, ennek értelmében a Dancing with the Stars negyedik évadát Krausz Gábor és Mikes Anna nyerte meg.
A 2024-ben induló Ázsia Expressz ötödik évadában a párosok egyike Krausz Gábor és Mikes Anna. Az ötödik évad úticélja Fülöp-szigetek és Tajvan. A fődíj 15 millió forint. A nyerő páros Béres Anett és Sáfrány Emese lett.
2024. október 14-től ismét indul a Séfek Séfe című televíziós főzőműsor, Krausz Gábor, Wolf András és Vomberg Frigyes a zsűritagok. 2024. november 15-én ért véget a műsor, Vomberg Frigyes lett a győztes.

## Magánélete
Tóth Gabriella énekesnővel való házasságából született kislánya, Krausz Hannaróza Mária 2019. december 3-án. 2023. augusztus 9-én feleségével bejelentették, hogy hat év után elválnak.
A válást követően Krausz Gábor bejelentette: egy párt alkot Mikes Anna tánctanárral.
Egy leánytestvére van.

## Szereplőként
- Séfek Séfe (2017–)
- Nicsak, ki vagyok? (2020)
- Totem (2021)
- Pepe (2022)
- Dancing with the Stars (2023)
- Ázsia Expressz (2024)

## Könyv
- Családom és egyéb receptfajták – #krausztronomia (Partvonal Kiadó, 2021) ISBN 9786156058621[14]